# Cantone di Goderville
Il Cantone di Goderville era una divisione amministrativa dell'arrondissement di Le Havre.
È stato soppresso a seguito della riforma complessiva dei cantoni del 2014, che è entrata in vigore con le elezioni dipartimentali del 2015.
Comprendeva i comuni di
- Angerville-Bailleul
- Annouville-Vilmesnil
- Auberville-la-Renault
- Bec-de-Mortagne
- Bénarville
- Bornambusc
- Bréauté
- Bretteville-du-Grand-Caux
- Daubeuf-Serville
- Écrainville
- Goderville
- Gonfreville-Caillot
- Grainville-Ymauville
- Houquetot
- Manneville-la-Goupil
- Mentheville
- Saint-Maclou-la-Brière
- Saint-Sauveur-d'Émalleville
- Sausseuzemare-en-Caux
- Tocqueville-les-Murs
- Vattetot-sous-Beaumont
- Virville